# Horky (ort i Tjeckien, Pardubice)
Horky är en ort i Tjeckien.   Den ligger i regionen Pardubice, i den centrala delen av landet, 130 km öster om huvudstaden Prag. Horky ligger 338 meter över havet och antalet invånare är 115.
Terrängen runt Horky är platt åt nordost, men åt sydväst är den kuperad. Runt Horky är det ganska tätbefolkat, med 100 invånare per kvadratkilometer. Närmaste större samhälle är Česká Třebová, 14,5 km öster om Horky. Trakten runt Horky består till största delen av jordbruksmark.